# Kirchberg (Lussemburgo)
Kirchberg (in lussemburghese Kierchbierg) è un quartiere situato su un altopiano a nord-est del centro di Lussemburgo (corrispondente al quartiere di Ville-Haute), capitale dell'omonimo stato.
Nel 2001 il quartiere contava una popolazione di 3 534 abitanti. Sulla sua superficie, nell'Edificio Alcide De Gasperi si trovano varie istituzioni dell'Unione europea, tra cui la Corte di giustizia dell'Unione europea, la Corte dei conti europea, parte della Commissione europea, il Segretariato del Parlamento Europeo, la Banca europea degli investimenti e la Scuola europea Lussemburgo I, tutte situate nella parte occidentale del quartiere. La parte orientale ospita uffici e molte banche internazionali, oltre ad un centro commerciale Auchan, la sede espositiva del Luxexpo, il cinema Utopolis Kirchberg ed un ospedale.
Kirchberg è sede di molte altre istituzioni di rilevanza nazionale. L'arena d'Coque è il più grande palazzetto dello sport del paese, con una capienza di 8 300 spettatori ed occupa la maggior parte del 'quartier du parc', nel centro di Kirchberg. Il centro d'Coque, che ospita anche concerti e eventi culturali, fu ultimato nel 2002 e inglobò in quella data la preesistente piscina olimpica. A poche centinaia di metri di distanza si trovano il Philharmonie Luxembourg, il più importante teatro del Lussemburgo, la cui platea ha una capienza di 1 500 persone, e il museo d'arte moderna Mudam. Il museo, aperto nel 2006 e disegnato da Ieoh Ming Pei, mostra i progetti di alcuni dei più insigni artisti moderni. Nella stessa sede del Mudam si trova il ricostruito Fort Thüngen, nel passato una parte delle fortificazioni della capitale.
Il centro della città è raggiungibile attraverso il ponte Grande-Duchesse Charlotte.

## Galleria d'immagini

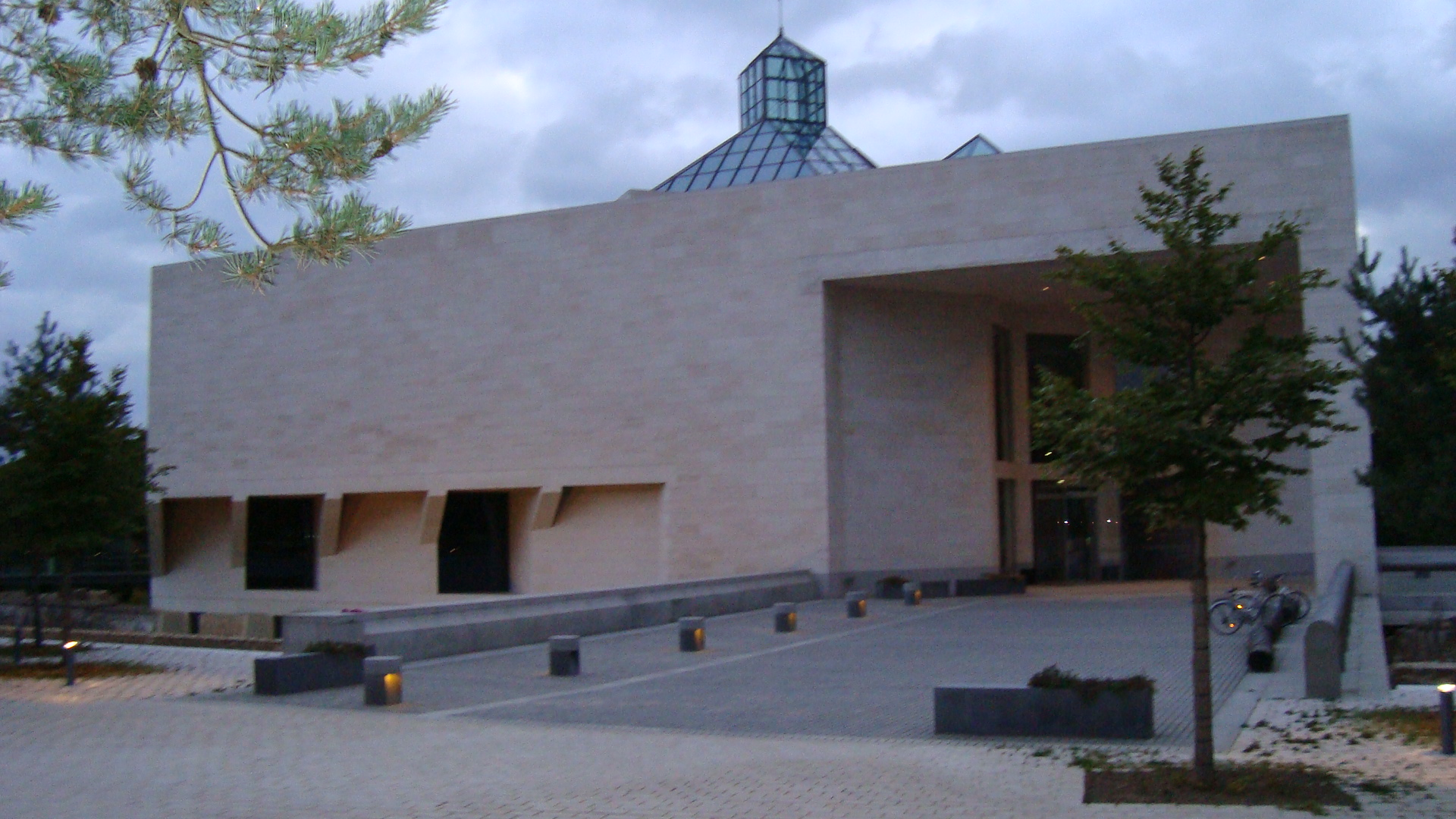
Il museo d'arte moderna Mudam
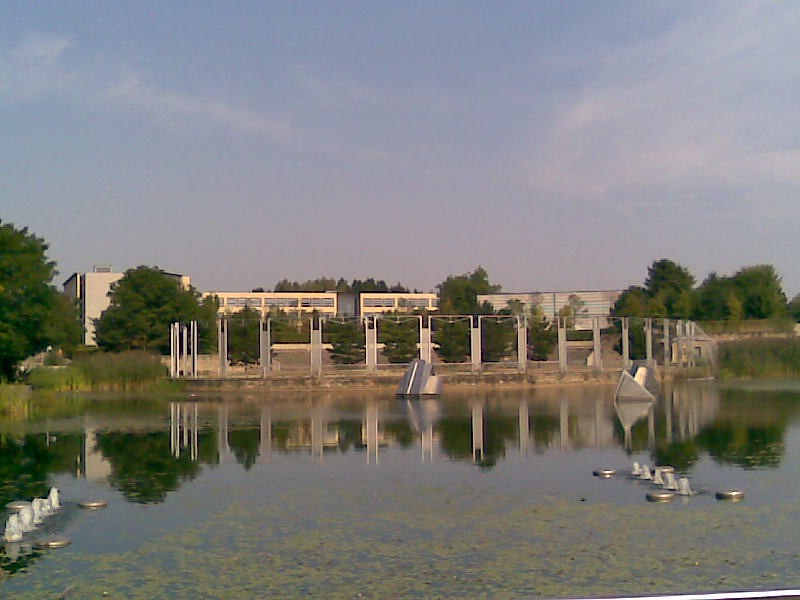
Lago artificiale situato tra la Scuola Europea e il complesso d'Coque